# Charles Vollery

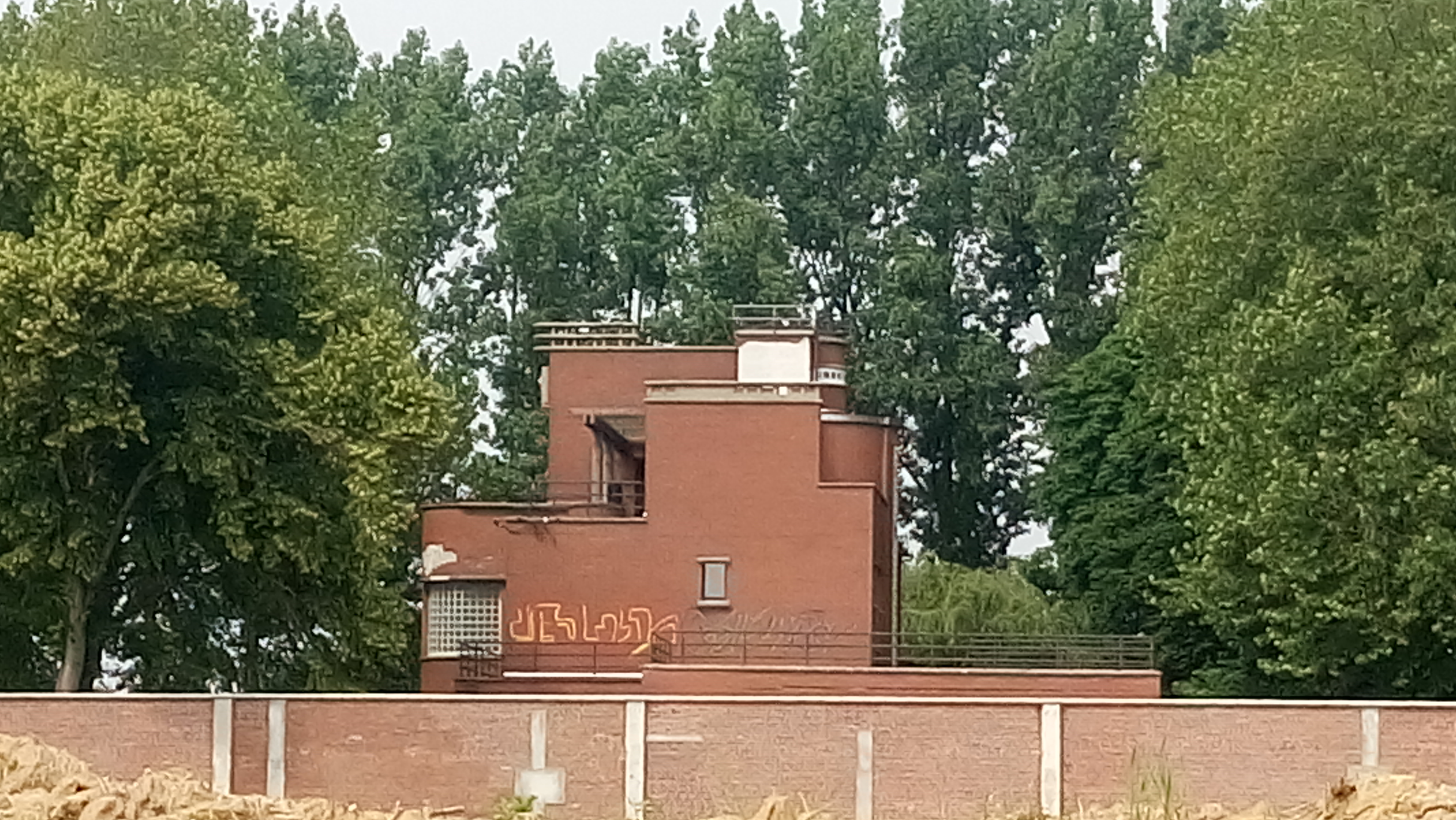
Maison Dumont à Caudry

Charles Vollery, né au Chatelard en Suisse le 26 août 1912 et mort le 11 octobre 2007 à La Madeleine, est un architecte du Nord de la France.

## Biographie
Charles Vollery arrive en France en 1919, il passe son baccalauréat en 1930 et 1931.Il commence des études d'architecte dans l'atelier de Georges Gromort en 1932. La même année, il entre à l’École nationale supérieure des arts décoratifs de Paris (section architecture). Il est diplômé en 1937.
Après quelques mois chez Robert Mallet-Stevens, il devient chef du bureau d'études des Établissements Kuhlmann à La Madeleine en 1938.
En 1942, il obtient son inscription à l'Ordre des architectes. En octobre 1946, il reprend le cabinet de Marcel Boudin où il développe une activité principalement orientée vers l'architecture industrielle. Après la réalisation de très nombreux projets souvent industriels, Charles Vollery cesse son activité en 1992.

## Principales réalisations
- 1947 Maison Dumont, 43 rue Emile-Salembier à Caudry[3],[4],[5]
- 1949 Filature Les Textiles de Douai, 4120 route de Tournai à Douai [6]
- 1949 Robinetterie Servais frères, 30-32 rue Faidherbe à Tourcoing [7]
- 1952 Maison, 13 avenue Albert 1er à La Madeleine (son domicile)
- 1955-1959 Filature Thiriez, rue de Londres, Loos
- 1962 Entrepôts dans l’usine textile Hurstel à Saint-Quentin[8],[9]
- 1968 Maison, 34 Avenue François Roussel à Croix
- 1972 Entreprise Rétier, 103 Avenue de la Marne, Marcq-en-Barœul